# Late Registration
A Late Registration Kanye West amerikai producer és rapper második stúdióalbuma, amely 2005. augusztus 30-án jelent meg a Def Jam Recordings és a Roc-A-Fella Records kiadókon keresztül. Az albumot egy év alatt vették fel különböző New York-i és hollywoodi stúdiókban, West ebben az időszakban sokat dolgozott együtt Jon Brion amerikai producerrel,zeneszerzővel. Az album elkészítésében közreműködött többek között Adam Levine, Lupe Fiasco, Jamie Foxx, Common, The Game, Jay-Z, Brandy és Nas.
A Late Registration utómunkálatai sokkal kidolgozottabbak voltak, mint West 2004-es The College Dropout debütáló albumán. Bonyolult hangmintázási technikákat használt, míg stilisztikailag a Portishead, a Coldplay és Fiona Apple inspirálta. Dalszöveget tekintve West személyes és politikai témákról is ír, mint szegénység, drogkereskedelem, rasszizmus, egészségügy és vérgyémánt kereskedelem.
A megjelenés utáni héten a Late Registration első helyen debütált a Billboard 200-on és 860,000 példány kelt el belőle. Összesen 3.1 millió példány kelt el belőle és négyszeres platina minősítést kapott az Amerikai Hanglemezgyártók Szövetségétől (RIAA). Öt kislemez jelent meg az albumról, mint a nemzetközi slágerek, a Touch the Sky, a Heard ’Em Say és a Gold Digger. Az utóbbi első helyig jutott a Billboard Hot 100-on. Mind az öt kislemez mellé jelent meg videóklip, az albumot West egy turnéval népszerűsítette, amely alatt felvették a Late Orchestration (2006) koncertalbumot.
A Late Registrationt méltatták zenei kritikusok, akik kiemelték West zenei stílusának fejlődését. Az album a 2006-os Grammy-gálán elnyerte a Legjobb rapalbum díjat és jelölték Az év albuma díjra és több magazin is az év egyik legjobb albumának nevezte, mint az NME és a Pitchfork. A Rolling Stone 2005 legjobb albumának választotta és 117. helyen szerepelt a Minden idők 500 legjobb albuma listán 2020-ban.

## Háttér
A Late Registration Kanye West második albuma a tervezett négy részes oktatás-témájú sorozatból. A The College Dropout nagy sikereit követően látható West dalszövegírói képességének fejlődése és elkezdett egyre több zenei stílust felhasználni. Ebben az időszakban leginkább felgyorsított soul dalokat használt fel, amelyet az előző albumának sikere után sokan kezdtek lemásolni. Emiatt West úgy érezte, hogy túlságosan függ a technikától, ezért új hangzást kezdett keresni.
West közreműködött Jon Brion amerikai filmzeneszerzővel, aki az albumon több dalnak is co-executive producere volt. A szerzőt West az Egy makulátlan elme örök ragyogása film megtekintése közben ismerte meg, amelynek zenéjét Brion szerezte. Ugyan Brian korábban soha nem készített hiphop albumokat, azt vették észre, hogy nagyon jól tudnak együttműködni.

## Marketing, eladások
2005. április 20-án West meglátogatta a New York-i Hot 97 rádióállomást és lejátszotta a Diamonds from Sierra Leone kislemezt. Az album eredetileg 2005. július 12-én jelent volna meg, de a Roc-A-Fella/Def Jam elhalasztotta augusztus 16-ra. Ezt követően West önmaga eltolta az albumot augusztus 30-ig, mert úgy érezte, hogy több idő kell neki az album befejezéséhez. A Late Registrationt az év egyik legsikeresebb albumának jósolták, az megjelenés utáni első hétre 1.6 millió példányt készítettek elő. Az iTunes Store-on minden idők egyik legtöbbet előrendelt lemeze lett. 2006 áprilisában megjelentette a Late Orchestration koncertalbumot, amelyen a Late Registration és a The College Dropout dalai szerepeltek.
Az album televíziós reklámját Maggie Rogers, Abby Johnson és Paul Tuersley rendezte és animálta. Ebben szerepelt West Dropout Bear elnevezésű plüssmackója, ahogy London utcáit járja. A Music Week brit magazintól díjat kapott a reklám a Legjobb zenei televíziós hirdetés kategóriában. Az album megjelenésének napján West aláírásokat osztogatott a Tower Records New York-i Lincoln Centerben található boltjában. Ugyanezen a napon a Late Registration megjelent streaming formátumban az AOL Musicon.
A megjelenését követő első hétben a Late Registration első helyen debütált a Billboard 200-on, 860 ezer eladott példánnyal, amely több, mint 600 ezerrel volt több, mint a második helyen szereplő Tony Yayo album, a Thoughts of a Predicate Felon. A második héten is első helyen maradt az album, bár már csak 283 ezer kelt el belőle. Összesen két hét alatt eladtak belőle 1.14 milliót. 2020. november 23-án az Amerikai Hanglemezgyártók Szövetsége (RIAA) négyszeres platina minősítést adott az albumnak, négy millió eladott példányért. Az eladási számok rekordnak számítottak, míg West két évvel később megdöntötte azt Graduation (2007) albumával. 2019. január 7-ig a hiphop történetének 8. legjobb nyitóhetét tudhatta magának a Late Registration.
A Late Registration első helyen debütált ezek mellett Kanadában is. Az Egyesült Királyságban második helyet ért el a UK Albums Charton, McFly Wonderland lemeze mögött. 2018 májusáig a 21. század 12. legsikeresebb rapalbuma az országban. Ausztráliában 28 hetet töltött a slágerlistán, legmagasabb pozíciója a 14. volt. 2005-ben a harmadik legkeresettebb album volt az iTunes-on.

## Ranglisták, kritikák
A Late Registration több 2005-ös év végi listán is szerepelt, a legjobbnak választotta a USA Today, a Spin, a Time és a Rolling Stone. A The Village Voice 2005-ös Pazz & Jop szavazásán, amelyen 795 zenekritikus vett részt, a Late Registration vitte el az első helyet. Ez sorozatban a második év volt, amelyben West albuma volt a lista élén, amelyet csak a The Clash ért el előtte, 20 évvel korábban. A Washington City Paper listáján az album 43 pontot kapott, amellyel egyike lett azon öt albumnak, amely legalább 40 pontot kapott abban az évben. A Late Registration West második albuma lett, amely XXL minősítést kapott az XXL magazintól, amelyet ezen kívül csak 16 hiphopalbum kapott meg.
Az évtized végi Rolling Stone szavazáson az album 40. helyen végzett. Robert Christgau a 2000-es évek második legjobb albumának választotta. A Pitchfork az évtized 18., míg a The Guardian a 19. legjobbjának szavazta. A Late Registration egyike volt azon tizenkét albumnak és az egyetlen hiphopalbum, amely tökéletes rangsorolást kapott a Rolling Stone-tól a 2000-es években.
2012-ben a Rolling Stone a 118. helyre helyezte az albumot a Minden idők 500 legjobb albuma listáján, így egyike lett annak a négy albumnak, ami szerepelt a legjobb 150 helyen és a 21. században jelent meg. Ugyanebben az évben a Late Registration 100. helyen szerepelt Az elmúlt 25 év 125 albuma listán (Spin). A Late Registration 117. helyen szerepelt a Rolling Stone 2020-as Minden idők 500 legjobb albuma listáján.
| Magazin/Kiadó         | Lista neve                                       | Poz. | For.   |
| --------------------- | ------------------------------------------------ | ---- | ------ |
| Complex               | A Complex-évtized 100 legjobb albuma (2002–2012) | 93   | [ 38 ] |
| Complex               | A 2000-es évek 100 legjobb albuma                | N/A  | [ 39 ] |
| Consequence           | 2005 50 legjobb albuma                           | 8    | [ 40 ] |
| Consequence           | A 2000-es évek 100 legjobb albuma                | 26   | [ 41 ] |
| Dagsavisen            | 2005 legjobb albumai                             | 9    | [ 42 ] |
| E! Online             | 2005 20 legjobb CD-je                            | 6    | [ 43 ] |
| Eins Live             | 2005 20 legjobb albuma                           | 6    | [ 44 ] |
| Expressen             | 2005 50 legjobb albuma                           | 19   | [ 45 ] |
| Musikbyrån            | 2005 52 legjobb albuma                           | 17   | [ 46 ] |
| NME                   | 2005 50 legjobb albuma                           | 8    | [ 47 ] |
| Nöjesguiden           | 2005 legjobb albumai                             | 14   | [ 48 ] |
| OOR                   | 2005 legjobb CD-jei                              | 6    | [ 49 ] |
| Pitchfork             | 2005 50 legjobb albuma                           | 2    | [ 50 ] |
| Pitchfork             | A 2000-es évek 200 legjobb albuma                | 18   | [ 33 ] |
| PopMatters            | 2005 50 legjobb albuma                           | 18   |        |
| Rolling Stone         | 2005 50 legjobb felvétele                        | 1    | [ 27 ] |
| Rolling Stone         | A 2000-es évek 100 legjobb albuma                | 40   | [ 51 ] |
| Rolling Stone         | Minden idők 500 legjobb albuma (2012)            | 118  | [ 35 ] |
| Rolling Stone         | Minden idők 500 legjobb albuma (2020)            | 117  | [ 37 ] |
| Slant Magazine        | A 2000-es évek legjobb albumai                   | 13   | [ 52 ] |
| Spectrum Culture      | 2005 legjobb hiphop albumai                      | 4    | [ 53 ] |
| Spin                  | 2005 40 legjobb albuma                           | 1    | [ 25 ] |
| Spin                  | Az elmúlt 30 év 300 legjobb albuma (1985–2014)   | 104  | [ 54 ] |
| Stylus Magazine       | 2005 50 legjobb albuma                           | 6    | [ 55 ] |
| Time                  | 2005 legjobb albumai                             | 1    | [ 26 ] |
| USA Today             | 2005 legjobb albumai                             | 1    | [ 24 ] |
| The Village Voice     | 2005 Pazz & Jop                                  | 1    | [ 28 ] |
| Washington City Paper | Zenei írók 20 kedvence albuma 2005-ből           | 4    | [ 29 ] |
| The Wire              | 2005 50 legjobb felvétele                        | 25   |        |

## Díjak
| Év   | Díjkiosztó                          | Kategória                             | For.   |
| ---- | ----------------------------------- | ------------------------------------- | ------ |
| 2005 | Kiss Awards                         | Az év albuma                          | [ 56 ] |
| 2006 | Billboard R&B/Hip-Hop Awards        | Legjobb rapalbum                      | [ 57 ] |
| 2006 | Grammy-díj                          | Legjobb rapalbum                      | [ 58 ] |
| 2006 | Groovevolt Music and Fashion Awards | Legjobb szóló hiphop album            | [ 59 ] |
| 2006 | Fonogram – Magyar Zenei Díj         | Az év külföldi rap- vagy hiphopalbuma | [ 60 ] |
| 2006 | MP3.com Awards                      | Legjobb album                         | [ 61 ] |

## Számlista
| Late Registration | Late Registration                                           | Late Registration                                                                                             | Late Registration | Late Registration | Late Registration | Late Registration | Late Registration | Late Registration | Late Registration |
|                   | Cím                                                         | Szerző(k) | Hossz             |                   |                   |                   |                   |                   |                   |
| ----------------- | ----------------------------------------------------------- | --- | ----------------- | ----------------- | ----------------- | ----------------- | ----------------- | ----------------- | ----------------- |
| 1.                | Wake Up Mr. West                                            | Michael Masser Gerry Goffin                                                                                   | 0:41              |                   |                   |                   |                   |                   |                   |
| 2.                | Heard ’Em Say (Adam Levine közreműködésével)                | Kanye West Adam Levine Masser Goffin                                                                          | 3:23              |                   |                   |                   |                   |                   |                   |
| 3.                | Touch the Sky (Lupe Fiasco közreműködésével)                | West Justin Smith Wasalu Jaco Curtis Mayfield                                                                 | 3:57              |                   |                   |                   |                   |                   |                   |
| 4.                | Gold Digger (Jamie Foxx közreműködésével)                   | West Ray Charles Renald Richard                                                                               | 3:28              |                   |                   |                   |                   |                   |                   |
| 5.                | Skit No. 1                                                  | | 0:33              |                   |                   |                   |                   |                   |                   |
| 6.                | Drive Slow (Paul Wall és GLC közreműködésével)              | West Paul Slayton Leonard Harris                                                                              | 4:32              |                   |                   |                   |                   |                   |                   |
| 7.                | My Way Home (Common előadásában)                            | West Lonnie Lynn Gil Scott-Heron                                                                              | 1:43              |                   |                   |                   |                   |                   |                   |
| 8.                | Crack Music (The Game közreműködésével)                     | West Willard Meeks Jayceon Taylor                                                                             | 4:31              |                   |                   |                   |                   |                   |                   |
| 9.                | Roses                                                       | West Bill Withers                                                                                             | 4:05              |                   |                   |                   |                   |                   |                   |
| 10.               | Bring Me Down (Brandy közreműködésével)                     | West Antony Williams                                                                                          | 3:18              |                   |                   |                   |                   |                   |                   |
| 11.               | Addiction                                                   | West Richard Rodgers Lorenz Hart                                                                              | 4:27              |                   |                   |                   |                   |                   |                   |
| 12.               | Skit No. 2                                                  | | 0:31              |                   |                   |                   |                   |                   |                   |
| 13.               | Diamonds from Sierra Leone (Remix) (Jay-Z közreműködésével) | West Devon Harris John Barry Don Black                                                                        | 3:53              |                   |                   |                   |                   |                   |                   |
| 14.               | We Major (Nas és Really Doe közreműködésével)               | West Warren Trotter Nasir Jones Williams Warryn "Baby Dubb" Campbell Russell Simmons Larry Smith Maureen Reid | 7:28              |                   |                   |                   |                   |                   |                   |
| 15.               | Skit No. 3                                                  | | 0:24              |                   |                   |                   |                   |                   |                   |
| 16.               | Hey Mama                                                    | West Donal Leace                                                                                              | 5:05              |                   |                   |                   |                   |                   |                   |
| 17.               | Celebration                                                 | West | 3:18              |                   |                   |                   |                   |                   |                   |
| 18.               | Skit No. 4                                                  | | 1:18              |                   |                   |                   |                   |                   |                   |
| 19.               | Gone (Consequence és Cam'ron)                               | West Dexter Mills Cameron Giles Chuck Willis                                                                  | 5:33              |                   |                   |                   |                   |                   |                   |
| 20.               | Diamonds from Sierra Leone (bónuszdal)                      | West Harris Barry Black                                                                                       | 3:58              |                   |                   |                   |                   |                   |                   |
| 21.               | Late (bónuszdal)                                            | West | 3:50              |                   |                   |                   |                   |                   |                   |
| 70:25             |                                                             | |                   |                   |                   |                   |                   |                   |                   |

| Brit kiadás | Brit kiadás                                                                      | Brit kiadás                                                                   | Brit kiadás | Brit kiadás | Brit kiadás | Brit kiadás | Brit kiadás | Brit kiadás | Brit kiadás |
|             | Cím                                                                              | Szerző(k)                                                                     | Hossz       |             |             |             |             |             |             |
| ----------- | -------------------------------------------------------------------------------- | ----------------------------------------------------------------------------- | ----------- | ----------- | ----------- | ----------- | ----------- | ----------- | ----------- |
| 21.         | We Can Make It Better (Talib Kweli, Q-Tip, Common és Rhymefest közreműködésével) | West Lynn Kamaal Fareed Talib Kweli Greene Che Smith Burt Bacharach Hal David | 3:52        |             |             |             |             |             |             |
| 22.         | Late (bónuszdal)                                                                 | West Kerr Robinson                                                            | 3:50        |             |             |             |             |             |             |
| 74:17       |                                                                                  |                                                                               |             |             |             |             |             |             |             |

| Japán és Ausztrál turné kiadás | Japán és Ausztrál turné kiadás                                                   | Japán és Ausztrál turné kiadás                | Japán és Ausztrál turné kiadás | Japán és Ausztrál turné kiadás | Japán és Ausztrál turné kiadás | Japán és Ausztrál turné kiadás | Japán és Ausztrál turné kiadás | Japán és Ausztrál turné kiadás | Japán és Ausztrál turné kiadás |
|                                | Cím                                                                              | Szerző(k)                                     | Hossz                          |                                |                                |                                |                                |                                |                                |
| ------------------------------ | -------------------------------------------------------------------------------- | --------------------------------------------- | ------------------------------ | ------------------------------ | ------------------------------ | ------------------------------ | ------------------------------ | ------------------------------ | ------------------------------ |
| 21.                            | Back to Basics (Common közreműködésével)                                         | West                                          | 1:39                           |                                |                                |                                |                                |                                |                                |
| 22.                            | We Can Make It Better (Talib Kweli, Q-Tip, Common és Rhymefest közreműködésével) | West Lynn Fareed Greene Smith Bacharach David | 3:52                           |                                |                                |                                |                                |                                |                                |
| 23.                            | Late (bónuszdal)                                                                 | West                                          | 3:50                           |                                |                                |                                |                                |                                |                                |
| 75:56                          |                                                                                  |                                               |                                |                                |                                |                                |                                |                                |                                |

### Feldolgozott dalok
- Wake Up Mr. West és Heard ’Em Say: Someone That I Used to Love, eredetileg: Natalie Cole.
- Touch the Sky: Move On Up, eredetileg: Curtis Mayfield.
- Gold Digger: I Got a Woman, eredetileg: Ray Charles.
- Drive Slow: Wildflower, eredetileg: Hank Crawford.
- My Way Home: Home Is Where the Hatred Is, eredetileg: Gil Scott-Heron.
- Crack Music: Since You Came in My Life, eredetileg: New York Community Choir.
- Roses: Rosie, eredetileg: Bill Withers.
- Addiction: My Funny Valentine, eredetileg: Etta James.
- Diamonds from Sierra Leone: Diamonds Are Forever, eredetileg: Shirley Bassey.
- We Major: Action, eredetileg: Orange Krush.
- Hey Mama: Today Won’t Come Again, eredetileg: Donal Leace.
- Celebration: Heavenly Dream, eredetileg: The Kay-Gees.
- Gone: It’s Too Late, eredetileg: Otis Redding.
- Late: I’ll Erase Away Your Pain, eredetileg: The Whatnauts.

## Közreműködő előadók

### Zenészek
| - Eric Gorfain – hegedű (10, 17, 19) - Daphne Chen – hegedű (10, 17, 19) - Victoria Lanier – hegedű (10, 17, 19) - Julie Rogers – hegedű (10, 17, 19) - Alyssa Park – hegedű (10, 17, 19) - Audrey Solomon – hegedű (10, 17, 19) - Terry Glenny – hegedű (10, 17, 19) - Susan Chatman – hegedű (10, 17, 19) - Marisa Kuney – hegedű (10, 17, 19) - Amy Wickman – hegedű (10, 17, 19) - Marda Todd – brácsa (10, 17, 19) - Piotr Jandule – brácsa (10, 17, 19) - Tom Tally – brácsa (10, 17, 19) - David Sage – brácsa (10, 17, 19) - Richard Dodd – cselló (10, 17, 19) - Matt Cooker – cselló (10, 17, 19) - Armen Ksadjikian – cselló (10, 17, 19) - Victor Lawrence – cselló (10, 17, 19) - Jason Torreano – nagybőgő (10, 17) - Francis Senger – nagybőgő (10, 17) - Denise Briese – nagybőgő (10, 17) | - Gary Grant – trombita, szárnykürt (10, 17) - Dan Fornero – trombita, szárnykürt (10, 17) - Andrew Martin – harsona (10, 17) - Stephen Holtman – harsona (10, 17) - Bruce Otto – basszus harsona (10, 17) - Rick Todd – kürt (10, 17) - Brad Warnaar – kürt (10, 17) - Ervin "EP" Pope – billentyűk (9, 17) - Keenan "Keynote" Holloway – basszusgitár (9, 17) - Tom Craskey – billentyűk (13, 20) - Dave Tozer – gitár (13, 20) - Michel Gondry – élő dobok (13, 20) - A-Trak – scratch (4) - Tony "Penafire" Williams – további vokál (2, 6, 8, 9, 14) - John Legend – további vokál (16, 17) - DeRay Davis – további vokál (1) - Plain Pat – további vokál (4) - Don C. – további vokál (4) - Keyshia Cole – további vokál (8) - Charlie Wilson – további vokál (8) - Strings – további vokál (11) |

### Utómunka
| - Anthony Kilhoffer – felvételek (3, 4, 6, 8–14, 16, 17, 19, 20) - Andrew Dawson – felvételek (2–4, 6–8, 16, 17, 21), keverés (8, 16, 17, 19) - Tom Biller – felvételek (2, 4, 11–14, 16, 17), vonós felvételek (10, 17, 19, 20) - Brian Sumner – felvételek (8, 9, 21) - Richard Reitz – felvételek (track 6) - Mike Dean – keverés (2–4, 6, 7) - Craig Bauer – keverés (9–12) - Manny Marroquin – keverés (13, 20) - Nate Connelly – helyettes hangmérnök (2–4, 6, 9, 10, 14, 21) | - Mike Mo – helyettes hangmérnök (2–4, 6, 10, 14) - Matt Green – helyettes hangmérnök (3, 4, 8, 10, 16, 17) - Taylor Dow – helyettes hangmérnök (2, 7, 16, 17, 19) - James Auwarter – helyettes hangmérnök (9–12) - Ryan Neuschafer – helyettes hangmérnök (9–12) - Jon Brion – vonós hangszerelés (10, 17, 19), rézfúvós hangszerelés (10, 17) - Eric Gorfain – vonós hangszerelés (10, 17, 19) - Vlado Meller – master |

### Design
| - Louis Marino – kreatív vezető - Morning Breath, Inc. – művészi vezető, design - Sarah A. Friedman – fényképész | - Kris Yiengst – fényképész, művészi koordináció - Charlene Roxborough – stílus - Ibn Jasper – ápolás |

## Slágerlisták
| Slágerlista (2005–2007)                | Legmagasabb pozíció |
| -------------------------------------- | ------------------- |
| Ausztrál Albumok (ARIA)                | 14                  |
| Osztrák Albumok (Ö3 Austria)           | 53                  |
| Belga Albumok (Ultratop Flanders)      | 43                  |
| Kanadai Albumok (Billboard)            | 1                   |
| Dán Albumok (Hitlisten)                | 11                  |
| Holland Albumok (Album Top 100)        | 24                  |
| Európa (European Top 100 Albums)       | 6                   |
| Finn Albumok (Suomen virallinen lista) | 18                  |
| Francia Albumok (SNEP)                 | 36                  |
| Német Albumok (Offizielle Top 100)     | 14                  |
| Ír Albumok (IRMA)                      | 2                   |
| Olasz Albumok (FIMI)                   | 75                  |
| Új-Zéland-i Albumok (RMNZ)             | 11                  |
| Norvég Albumok (VG-lista)              | 4                   |
| Skót Albumok (OCC)                     | 3                   |
| Svéd Albumok (Sverigetopplistan)       | 11                  |
| Svájci Albumok (Schweizer Hitparade)   | 9                   |
| UK Albums (OCC)                        | 2                   |
| UK R&B Albumok (OCC)                   | 1                   |
| US Billboard 200                       | 1                   |
| US Top Catalog Albums (Billboard)      | 6                   |
| US Top R&B/Hip-Hop Albums (Billboard)  | 1                   |

| Év   | Slágerlista (2005)                    | Pozíció |
| ---- | ------------------------------------- | ------- |
| 2005 | Ausztrál Albumok (ARIA)               | 83      |
| 2005 | UK Albums (OCC)                       | 43      |
| 2005 | US Billboard 200                      | 21      |
| 2005 | US Top R&B/Hip-Hop Albums (Billboard) | 11      |
| 2005 | Világszerte (IFPI)                    | 14      |
| 2006 | Ausztrál Albumok (ARIA)               | 89      |
| 2006 | UK Albums (OCC)                       | 93      |
| 2006 | US Billboard 200                      | 71      |
| 2006 | US Top R&B/Hip-Hop Albums (Billboard) | 38      |
| 2007 | Ausztrál Városi Albumok (ARIA)        | 37      |

| Slágerlista (2000–2009) | Pozíció |
| ----------------------- | ------- |
| US Billboard 200        | 156     |

## Minősítések
| Régió                    | Minősítés  | Példányszám |
| ------------------------ | ---------- | ----------- |
| Ausztrália (ARIA)        | Platina    | 70,000      |
| Kanada (Music Canada)    | 2× Platina | 200,000     |
| Dánia (IFPI Denmark)     | Platina    | 20,000      |
| Írország (IRMA)          | 2× Platina | 30,000      |
| Japán (RIAJ)             | Arany      | 100,000     |
| Új-Zéland (RMNZ)         | Platina    | 15,000      |
| Egyesült Királyság (BPI) | 2× Platina | 852,000     |
| Egyesült Államok (RIAA)  | 4× Platina | 3,100,000   |
| Összesítve               |            |             |
| Európa (IFPI)            | Platina    | 1,000,000   |